# Alain Storaci
Alain Storaci (né le 5 juin 1967 à Paris) est un athlète français, spécialiste du lancer du javelot.

## Biographie
Troisième des Jeux de la Francophonie de 1989, il remporte le titre des championnats de France 1996 avec un lancer à 74,90 m
Son record personnel, établi le 21 juillet 1993 à Nice, est de 80,00 m.

### Palmarès
- Championnats de France d'athlétisme :
  - vainqueur du lancer du javelot en 1996

### Records
| Épreuve           | Performance | Lieu | Date            |
| ----------------- | ----------- | ---- | --------------- |
| Lancer du javelot | 80,00 m     | Nice | 21 juillet 1993 |